# Lagostina
Lagostina ist italienischer Hersteller von Küchen- und Haushaltswaren, der 1901 von Carlo Lagostina in Omegna gegründet wurde und seit 2005 zur SEB-Gruppe gehört.

## Geschichte
Im Jahr 1901 übernahmen Carlo Lagostina und sein Sohn Emilio ein Unternehmen in Omegna im Piemont, das verzinntes Essbesteck herstellte.
1933 führte ein Neffe von Emilio die Produktion von Edelstahl-Besteck ein. Während des Krieges wurde die Produktion umgestellt auf Kriegsgüter. Später wurde Edelstahl-Kochgeschirr produziert und in den 1960er-Jahren der Schnellkochtopf eingeführt. Verkauft wurden die Produkte jetzt auch außerhalb Italiens.
Im Jahr 2005 wurde Lagostina von der französischen Groupe SEB übernommen und von dieser als internationale Marke weitergeführt.